# Kim Hee-ae
Kim Hee-ae (en hangul, 김희애) (Ciudad de Jeju, Corea del Sur, 23 de abril de 1967) es una actriz surcoreana, afiliada a YG Entertainment. Kim es principalmente conocida por sus roles protagónicos en dramas coreanos como Sons and Daughters (1992), Perfect Love (2003), My Husband's Woman (2007), A Wife's Credentials (2012) y Secret Love Affair (2014).

## Primeros años
Kim Hee-ae nació el 23 de abril de 1967 en la ciudad de Jeju, Corea del Sur. Más adelante, se trasladó junto a su familia a Seúl. Kim era estudiante de primer año en la Escuela Secundaria Femenina Hyehwa cuando fue descubierta por el hermano menor de uno de sus maestros, quien trabajaba para una agencia de publicidad. Su primer trabajo fue en 1978, apareciendo como modelo en un comercial para una marca de uniformes escolares.

## Carrera
En 1983, Kim hizo su debut como actriz en la película The First Day of the Twentieth Year. En 1986, mientras estudiaba en la Universidad Chung-Ang en la facultad de cine y teatro, apareció en su primer drama televisivo en KBS. Durante la próxima década, llevó a cabo una exitosa carrera en la televisión junto a otras actrices como Chae Shi-ra y Choi Jin-sil. Entre sus dramas más significativos durante este período, se encuentran Beyond the Mountains (1991) y Sons and Daughters (1992), por el cual ganó el premio de mayor prestigio en los MBC Drama Awards y Baeksang Arts Awards.
En 2003, Kim nuevamente protagonizó dos exitosos dramas de forma consecutiva; Wife y Perfect Love. En Wife, le da vida a Kim Na-young, una mujer cuyo marido desaparece y reaparece años más tarde con pérdida de memoria y con otra familia, mientras que en Perfect Love interpreta el rol de una esposa y madre perfecta que es diagnosticada con una enfermedad terminal. Este último papel le valería otro premio en los Baeksang Arts Awards. En 2004, apareció en Precious Family (también conocida como Letters to My Parents), donde interpreta a una mujer casada con el hijo de una familia rica que comienza a ser despreciada tras dar a luz a un bebé con autismo.
En 2007, apareció en My Husband's Woman interpretando a Lee Hwa-young, una mujer sexy y mundana que tiene una aventura con el esposo de su mejor amiga. El drama fue un éxito y tuvo una audiencia máxima de 38.7%, con Kim nuevamente ganando condecoraciones en los Korea Drama Awards y los SBS Drama Awards.

### Hiatus y trabajos posteriores
En 2010, Kim entró en un período de inactividad como actriz durante el cual continuó apareciendo en anuncios y revistas, ganando una buena reputación como ícono de estilo para mujeres coreanas de mediana edad al inspirarlas a usar ropas juveniles y atrevidas. Kim volvió a actuar cuatro años más tarde en la serie Midas, en el papel de una adinerada heredera chaebol que fomenta la codicia y la ambición en un joven abogado. Luego ganaría el premio a mejor actriz en los Baeksang Arts Awards por A Wife's Credentials, interpretando a una ama de casa obsesionada con el estatus social que se enamora del hijo de su dentista.
En 2013, Kim apareció en su primer reality show, Sisters Over Flowers, en el cual ella misma junto a los actores Youn Yuh-jung, Kim Ja-ok, Lee Mi-yeon y Lee Seung-gi viajan por Croacia y Turquía.
En 2014, Kim regresó a la gran pantalla después de una ausencia de 21 años en Thread of Lies, una adaptación cinematográfica de la novela Elegant Lies de Kim Ryeo-ryeong, que narra el acoso que lleva al suicidio de una niña. Kim dijo que aceptó el proyecto porque el guion era "intachable" y que sentía empatía por los personajes. Una reseña describió su actuación como «excelente en el papel de la madre afligida [...] subestimada pero de alguna manera creíble conmovedora y honesta».
En 2018 protagonizó la película Herstory con el papel de Moon Jung-sook, que junto con otras mujeres demanda al Estado japonés por haber sido reducidas a mujeres de consuelo, es decir, esclavas sexuales durante la Segunda Guerra Mundial.
El 27 de marzo de 2020, se unió al elenco principal de la serie The World of the Married, donde dio vida a Ji Sun-woo, una médica que lleva una vida aparentemente perfecta con una familia pacífica, el amor inmutable de su esposo y un buen hijo, hasta que una grieta comienza a formarse en su felicidad, lo que ocasiona que su vida comience a cambiar, hasta el final de la serie el 16 de mayo del mismo año.
En junio de 2021 se anunció que estaba en pláticas para unirse al elenco de la serie Queenmaker, donde interpreta a Hwang Do-hee, una hábil mujer en el campo de consultoría, que no ha bajado de sus tacones de aguja de 12 centímetros de altura durante los últimos 12 años. Es la líder de la Oficina de Planificación Estratégica de Eunsung Group, la tercera mejor empresa nacional.

## Vida personal
En 1996, Kim contrajo matrimonio con Lee Chan-jin, director ejecutivo del portal de Internet, DreamWiz. La pareja tiene dos hijos.

## Filmografía

### Televisión
| Año  | Título                         | Título original         | Papel                 | Cadena  | Ref.          |
| ---- | ------------------------------ | ----------------------- | --------------------- | ------- | ------------- |
| 1986 | A Woman's Heart                | 여심                    | Song Da-young         | KBS2    |               |
| 1987 |                                | 원다풍                  |                       | KBS     |               |
| 1987 | Mother                         | 어머니                  |                       | KBS2    |               |
| 1987 | Terms of Endearment            | 애정의 조건             | Kim Won-mi            | KBS2    |               |
| 1988 | Forget Tomorrow                | 내일 잊으리             | Seo In-ae             | MBC     |               |
| 1989 | Your Toast                     | 당신의 축배             | Jeon Yeo-ok           | MBC     |               |
| 1990 | What Do Women Want             | 여자는 무엇으로 사는가  | Cha Young-gun         | MBC     |               |
| 1990 | Winter Wanderer                | 겨울 나그네             | Da-hye                | KBS     |               |
| 1990 | 500 Years of Joseon: Daewongun | 조선왕조 오백년: 대원군 | Myeongseong de Joseon | MBC     |               |
| 1990 | I'm Still Loving You           | 사랑해 당신을           | Wan-joo               | MBC     |               |
| 1991 | The Beginning of the End       | 이별의 시작             | Jung Hye-jung         | MBC     |               |
| 1991 | Beyond the Mountains           | 산너머 저쪽             | Kang Myung-ae         | MBC     |               |
| 1992 | Namok                          | 나목                    | Kyung-ah              | MBC     |               |
| 1992 | The Kingdom of Anger           | 분노의 왕국             | Min Jae-kyung         | MBC     |               |
| 1992 | Sons and Daughters             | 아들과 딸               | Lee Hoo-nam           | MBC     |               |
| 1993 | The Stormy Season              | 폭풍의 계절             | Lee Hong-joo          | MBC     |               |
| 1994 | Kareisky                       | 까레이스키              | Sung Nam-young        | MBC     |               |
| 1995 | Love and Marriage              | 사랑과 결혼             | Yoon Soo-bin          | MBC     |               |
| 1995 | Love Formula                   | 연애의 기초             | Choi Jeong-hee        | MBC     |               |
| 1999 | You're One-of-a-Kind           | 하나뿐인 당신           | Jang Seo-young        | MBC     |               |
| 2003 | Wife                           | 아내                    | Kim Na-young          | KBS2    |               |
| 2003 | Perfect Love                   | 완전한 사랑             | Ha Young-ae           | SBS     |               |
| 2004 | Precious Family                | 부모님 전상서           | Ahn Sung-sil          | KBS2    |               |
| 2006 | Snow Flower                    | 눈꽃                    | Lee Kang-ae           | SBS     |               |
| 2007 | My Husband's Woman             | 내 남자의 여자          | Lee Hwa-young         | SBS     |               |
| 2011 | Midas                          | 마이더스                | Yoo In-hye            | SBS     |               |
| 2012 | A Wife's Credentials           | 아내의 자격             | Yoon Seo-rae          | jTBC    |               |
| 2013 | Sisters Over Flowers           | 꽃보다 누나             | Ella misma            | tvN     |               |
| 2014 | Secret Love Affair             | 밀회                    | Oh Hye-won            | jTBC    |               |
| 2015 | Mrs. Cop                       | 미세스 캅               | Choi Young-jin        | SBS     |               |
| 2016 | Second To Last Love            | 끝에서 두번째 사랑      | Kang Min-joo          | SBS     |               |
| 2020 | The World of the Married       | 부부의 세계             | Ji Sun-woo            | jTBC    |               |
| 2023 | Queenmaker                     | 퀸 메이커               | Hwang Do-hee          | Netflix | [ 22 ]        |
| 2024 | La vorágine                    | 돌풍                    | Jung Soo-jin          | Netflix | [ 23 ] [ 24 ] |

### Películas
| Año  | Título                              | Título original  | Papel              | Ref.                 |
| ---- | ----------------------------------- | ---------------- | ------------------ | -------------------- |
| 1983 | The First Day of the Twentieth Year | 스무해 첫째 날   |                    |                      |
| 1985 | Reminiscent Flame                   | 불의 회상        |                    |                      |
| 1985 | My Love Jjang-gu                    | 내 사랑 짱구     | Mi-hye             |                      |
| 1987 | The Hero Comes Back                 | 영웅 돌아오다    | Young-mi           |                      |
| 1993 | The 101st Proposition               | 101번째 프로포즈 | Jung-won           |                      |
| 2014 | Thread of Lies                      | 우아한 거짓말    | Yoo Hyun-sook      |                      |
| 2015 | C'est Si Bon                        | 쎄시봉           | Min Ja-young (40s) |                      |
| 2018 | The Vanished                        | 사라진 밤        | Yoon Seol-hee      |                      |
| 2018 | Herstory                            | 허스토리         | Moon Jeong-sook    | [ 18 ]               |
| 2019 | Moonlit Winter                      |                  | Yoon-hee           |                      |
| 2022 | Dead Man                            |                  | Madam Kim          | [ 25 ] [ 26 ]        |
| 2023 | The Moon                            | 더 문            | Moon Young-eun     | [ 27 ] [ 28 ] [ 29 ] |
| 2023 | A Normal Family                     | 보통의 가족      | Yeon-kyung         | [ 30 ]               |

### Presentadora
| Año  | Título                    | Notas                     |
| ---- | ------------------------- | ------------------------- |
| 2021 | 57th Baeksang Arts Awards | presentadora de categoría |

## Premios y nominaciones
| Año  | Categoría                                                  | Premio                    | Nominación               | Resultado |
| ---- | ---------------------------------------------------------- | ------------------------- | ------------------------ | --------- |
| 2020 | 7th APAN Star Award                                        | Grand Prize (Daesang)     | The World of the Married | Nominada  |
| 2020 | 41st Blue Dragon Film Award                                | Mejor Actriz              | Moonlit Winter           | Nominada  |
| 2020 | 25th Chunsa Film Art Award                                 | Mejor Actriz              | Moonlit Winter           | Nominada  |
| 2020 | 2nd Asia Contents Awards Busan International Film Festival | Mejor Actriz              | The World of the Married | Ganó      |
| 2020 | Korean Popular Culture & Arts Award                        | Presidential Commendation | -                        | Ganó      |
| 2020 | Asia Contents Award                                        | Mejor Actriz              | The World of the Married | Ganó      |
| 2020 | 56th Baeksang Arts Award                                   | Mejor Actriz (Televisión) | The World of the Married | Ganó      |
| 2020 | 56th Baeksang Arts Award                                   | Mejor Actriz (Cine)       | Moonlit Winter           | Nominada  |
| 2020 | 56th Grand Bell Award                                      | Mejor Actriz (Cine)       | Moonlit Winter           | Nominada  |
| 2018 | 2nd The Seoul Award                                        | Mejor Actriz (Película)   | Herstory                 | Nominada  |